# Doris Willette
Doris Willette (California, Estados Unidos, 11 de febrero de 1988) es una esgrimista italiana especializada en florete donde llegó a ser subcampeona olímpica en Pekín 2008 en el concurso por equipos.

## Carrera deportiva
En los Juegos Olímpicos de 2008 celebrados en Pekín ganó la medalla de plata en florete concurso por equipos, tras Rusia (oro) y por delante de Italia (bronce), siendo sus compañeras de equipo: Emily Cross, Hanna Thompson y Erinn Smart. 